# Chimarra longistylis
Chimarra longistylis is een schietmot uit de familie Philopotamidae. De soort komt voor in het Afrotropisch gebied.